# Baldissero d’Alba
Baldissero d’Alba (piemontiul: Baudsé d'Alba vagy Baussé) település Olaszországban, Piemont régióban, Cuneo megyében. Lakosainak száma 1054 fő (2023. január 1.). Baldissero d’Alba Corneliano d’Alba, Montaldo Roero, Sommariva del Bosco, Sommariva Perno és Ceresole Alba községekkel határos.

## Népesség
A település népességének változása:
| Lakosok száma | 1071 | 1054 | 1054 |
|               | 2017 | 2018 | 2023 |